# 1831 у літературі

## Видання
- Віктор Гюґо. Собор Паризької Богоматері
- О. С. Пушкін. Постріл (повість)
- Оноре де Бальзак. Шагренева шкіра
- Микола Гоголь. Вечори на хуторі біля Диканьки
- Мері Шеллі. Франкенштейн — 2-ге видання, відмінне від видання 1818 року.

## Народилися
- 4 (16) лютого Микола Лєсков
- Леонард Совінський

## Померли
- 14 листопада Георг Вільгельм Фрідріх Гегель